# Sophismata
Sophismata (de la palabra griega σόφισμα, 'sophisma', que también dio lugar al término relacionado "sofisma") en la filosofía medieval y la literatura medieval es un tipo de argumento académico basado en oraciones difíciles o desconcertantes con fines educativos que presentan dificultades de análisis lógico que deben ser resueltas. También es un sinónimo de falacia pero no debe confundirse en estos contextos.

## Historia
La hostilidad de Platón hacia los sofistas es bien conocida, siendo junto con Aristóteles responsable de las connotaciones denigrantes que 'sofista' y las palabras relacionadas comúnmente tienen hoy en día y aunque algunos teólogos medievales y los humanistas como Vivès o Rabelais las usaron como designación , "sofisma" en la literatura filosófica medieval tiene un sentido muy preciso y técnico. La literatura de Sophismata creció en importancia durante los siglos XIII y XIV, y muchos desarrollos importantes en filosofía (particularmente en lógica y filosofía natural ) ocurrieron como resultado de la investigación de sus propiedades lógicas y semánticas.
Los sofismas no se pueden distinguir claramente de otros formatos y estilos de discusión en la Edad Media. Aun así, se puede encontrar que la palabra comienza a usarse con cierta frecuencia desde Ádam de Balsham con su libro Ars disserendi, principalmente como una forma de describir falacias de ambigüedad. Cuando en la segunda mitad del siglo XIX la lógica escolástica comenzó a declinar y a ser reemplazada por una lógica formal, las discusiones sobre sofismata y sincategoremata se extinguieron gradualmente a medida que el problema planteado por ellas desaparecía con la formalización del lenguaje. Por lo tanto, excepto la paradoja mentirosa, la sofismata en general se resuelve trivialmente por la filosofía analítica moderna.

## Descripción y características
Un sofisma tiene varias características importantes. En primer lugar, un sofisma propiamente dicho es una oración en lugar de un argumento. En particular, los sofismas son oraciones que:
1. Son o tienen consecuencias extrañas. Ejemplos:
  - Este perro es tu padre.
  - Una quimera es una quimera.
2. Son ambiguas y pueden ser verdaderas o falsas según la interpretación que le demos. Ejemplos:
  - El infinito es finito.
  - Todo hombre es necesariamente un animal.
3. O no tienen nada especial en sí mismas, pero se vuelven desconcertantes cuando ocurren en contextos definidos. Ejemplos:
  - La oración "Sócrates dice algo falso", en el caso en el que Sócrates no dice nada más que "Sócrates dice algo falso".

Esta oración es paradójica, y es una de las formas de la paradoja del mentiroso.

## Resolver sofismas
Resolver el sofisma requiere entender el significado de la oración, qué implica y cómo encaja o contradice. Para lograr esto, se deben tomar tres pasos:
1. Los argumentos pro y contra deben analizarse.
2. Una persona que propone un sofisma debe presentar su propia solución.
3. Una persona que propone un sofisma debería probar su solución después de que se le presente una respuesta diferente.

## Ejemplos de resolución

### Todos los hombres son burros u hombres y los burros son burros
(En latín : Omnes homines sunt asini vel homines y asini sunt asini ) es un sofisma que primero fue propuesto y resuelto por el filósofo del siglo XIV, Alberto de Sajonia, un filósofo alemán conocido por sus contribuciones a la lógica y la física, y su solución puede haber sido influenciada por las obras de su compañero lógico Jean Buridan. Este caso es un ejemplo de la segunda clase de sofismata; una oración ambigua que está abierta a más de una interpretación y podría ser verdadera o falsa dependiendo de qué interpretación se elija.
De acuerdo con el paso 1, para probar que el sofisma "Todos los hombres son burros o los hombres y los burros son burros" es verdadero, entonces debe ser visto como una oración de conjunción lógica que es un operador lógico de dos lugares "y". Resulta "verdadero" si sus dos operadores son verdaderos, de lo contrario representa "falso". Entonces, en este caso, el sofisma podría interpretarse como
- ("Todos los hombres son burros o hombres") y ("los asnos son burros")

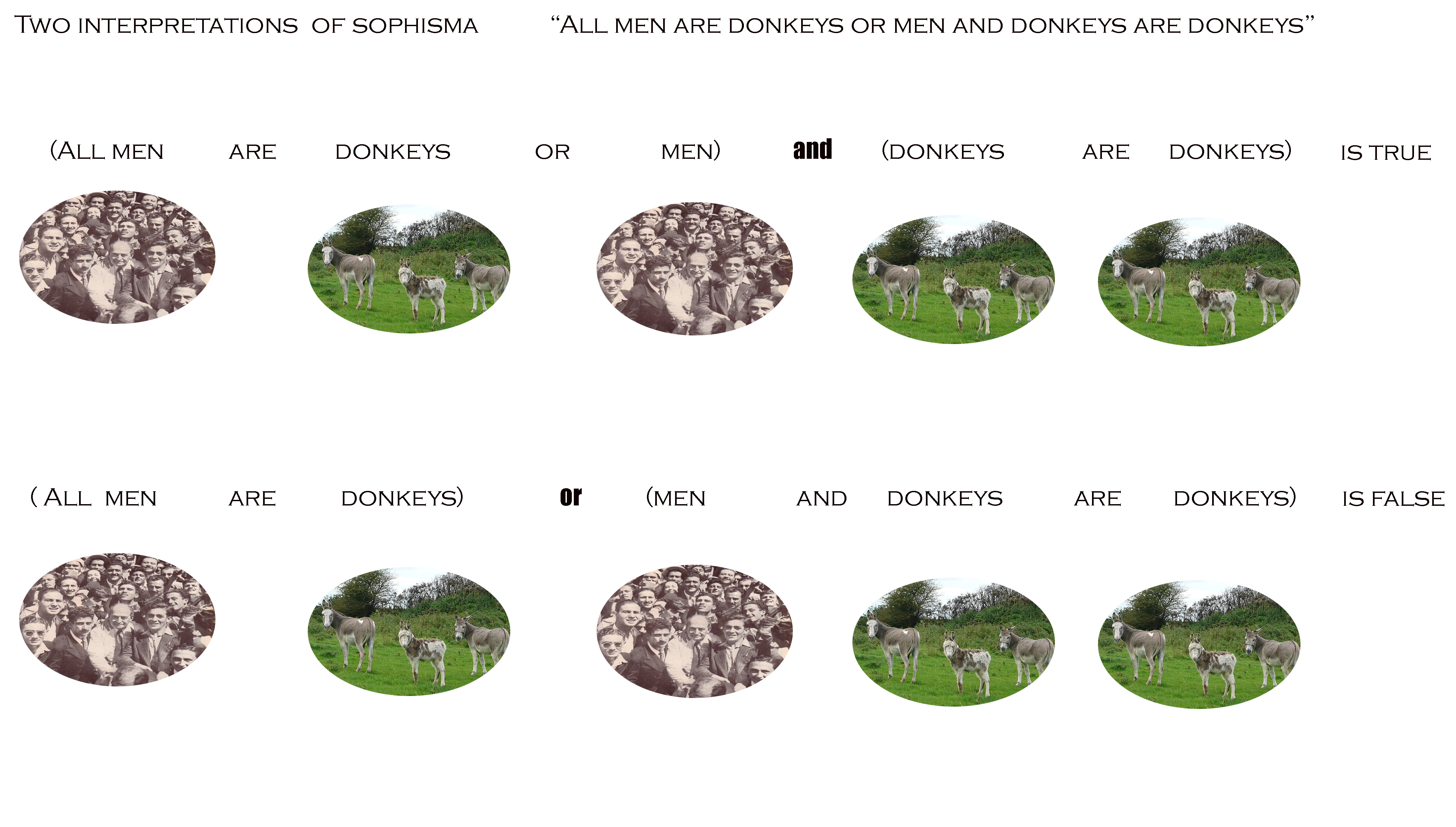
Las dos interpretaciones para resolver el sofisma

Esto presenta "Todos los hombres son burros u hombres" como el primer operador lógico y "burros son burros" como el segundo. Los dos operadores lógicos conectados por "y" son verdaderos, y por lo tanto, la oración completa es verdadera. El primer operador lógico es una oración lógica por sí mismo. Es una oración de disyunción lógica que es un operador lógico de dos lugares o. Resulta en una oración verdadera siempre que uno o más de sus operadores sean verdaderos. "Todos los hombres son burros o hombres" es cierto porque, si bien el primer operadores lógico "Todos los hombres son burros" es falso, el segundo operador lógico o "hombres" es verdadero. Por lo tanto, toda la disyunción lógica indica que la oración es verdadera. El segundo operador lógico "burros son burros" es cierto porque los burros son burros.
De acuerdo con el paso 1, para probar que el sofisma "Todos los hombres son burros o los hombres y los burros son burros" es falso, entonces debe considerarse como una oración de disyunciones lógicas. En este caso, el sofisma podría interpretarse como
- ("Todos los hombres son burros") o ("los hombres y los burros son burros")

Esto presenta "Todos los hombres son burros" como el primer operador lógico y "los hombres y los burros son burros" como el segundo. Los dos operadores lógicos conectados por "o" son falsos, y por lo tanto, la oración completa también es falsa. El primer operador lógico es falso porque todos los hombres no son burros. El segundo operador lógico "hombres y burros son burros" es una conjunción lógica por sí mismo y también es falso. Esto es porque aunque los burros son burros, los hombres no son burros. Porque está conectado por "y" esta conjunción lógica con un operador lógico verdadero y uno falso indica que la oración es falsa.
De acuerdo con el paso 2, Alberto de Sajonia propuso su propia solución del sofisma que demostró que podía dar como resultado tanto la verdad como la falsedad, dependiendo de la interpretación de la oración ambigua.
De acuerdo con el paso 3, Alberto de Sajonia no tuvo que probar esta solución propuesta porque cubría ambos escenarios posibles (siendo verdadero y falso).